# 越南人民军第304师
越南人民军第304师是越南人民军陆军的一个步兵师，成立于1950年越南清化市，中国人民解放军朱鹤云担任顾问。曾参与第一次印度支那战争（边界战役、奠边府战役）、越南战争（顺化－岘港战役）。